# Autofosforilazione
Con autofosforilazione si intende il processo attraverso cui una proteina, di solito un recettore di membrana, catalizza la propria fosforilazione a livello di specifici residui di serina, treonina o tirosina; in seguito all'interazione con un agonista (ormone, fattore di crescita, ecc.).